# Usine à gaz de Malley
L’usine à gaz de Malley est une usine modèle, qui a alimenté l’agglomération lausannoise de 1911 à 1970 environ. Elle a été ensuite démolie par étapes.

## Histoire

### Première usine à Ouchy-Lausanne
Une première usine, entreprise privée, est construite en 1847-1849 à Ouchy (av. La Harpe 58) à proximité du lac, ce qui facilite l’approvisionnement en combustible. L’usine comprend alors deux fours, cinq cornues et deux gazomètres. Puis l’établissement industriel se développe progressivement et l’on construit vers 1872, à l’ouest, une halle des fours. L’ensemble est racheté par la Ville de Lausanne en 1896. Dès 1911, toutefois, la fabrication du gaz est déplacée à Malley. Cette première usine, abandonnée, est démolie en 1985.

### Usine de Malley (avenue du Chablais 30, Renens)
Un agrandissement s’avérant nécessaire et la Ville de Lausanne ayant l’occasion d’acheter une vaste surface agricole à Malley (Renens), dans un secteur alors encore en pleine campagne, on décide d’y construire une usine moderne, qui servira de référence dans un large rayon. Projeté en 1908, ce complexe industriel est réalisé en 1909-1911 par les architectes Jean Taillens et Charles Dubois, avec la collaboration des ingénieurs Samuel de Mollins, Walter Cornaz & Schoenholzer. L’ensemble comprend des magasins à charbon, douze fours, des halles à coke, et des bâtiments abritant épurateurs, compresseurs, chaudières et divers ateliers. Un élément particulièrement saillant est la tour du château d’eau, en béton armé, coiffée d’un toit Mansart, et qui abrite les réservoirs d’eau claire, d’eau à faible et à forte concentration ammoniacale, et même de goudron.
L’usine de Malley produit du gaz «manufacturé» (bien différent du gaz naturel utilisé de nos jours, beaucoup plus calorifique). Ce gaz dit aussi gaz de ville est extrait de la houille par un procédé de distillation. Le système choisi à Malley est celui, automatique, mis au point par les Anglais Woodall et Duckham. C’est alors la première installation de ce genre hors de Grande Bretagne.
Un important produit annexe, résultant de cette opération de distillation, est le coke, combustible bon marché, mais de faible rendement calorique et très polluant.
Dès 1970, le gaz naturel remplace le gaz de houille. L’usine est alors désaffectée et démolie par étapes. Ne subsistent plus guère, des anciennes structures, que les bâtiments des épurateurs et réfrigérateurs qui, réunis et transformés, abritent désormais le théâtre Kléber-Méleau. Subsiste également une citerne, la «boule à gaz», construite en 1974 sur l’emplacement du gazomètre original.